# Víctor Alfonso Maldonado
Víctor Alfonso Maldonado Morato (* 19. September 1906 in San Luis Potosi; † 1976) war ein mexikanischer Botschafter.

## Leben
Víctor Alfonso Maldonado studierte Rechtswissenschaft und wurde Staatsanwalt. Am 1. Mai 1960 wurde er auf seinem Gesandtschaftsposten zum Botschafter befördert.
| Vorgänger                                   | Amt                                                                           | Nachfolger                 |
| ------------------------------------------- | ----------------------------------------------------------------------------- | -------------------------- |
| José Gómez Esparza                          | Mexikanischer Botschafter in La Paz 5. Juli 1946 bis 9. Mai 1949              | José Calvillo Treviño      |
| Enrique A. González de la Cadena            | Mexikanischer Botschafter in La Paz 11. Februar 1949 bis 13. Februar 1954     | Gonzalo Frías Beltrán      |
| Salvador Pardo Bolland                      | Mexikanischer Botschafter in Ankara 9. Dezember 1953 bis 27. Februar 1958     | Francisco Vázquez Treserra |
| Amalia González Caballero de Castillo Ledón | Mexikanischer Botschafter in Stockholm 22. April 1958 bis 4. November 1960    | Agustín Leñero Ruiz        |
| Amalia González Caballero de Castillo Ledón | Mexikanischer Botschafter in Helsinki 19. September 1958 bis 20. Oktober 1960 | Agustín Leñero Ruiz        |
| Salvador Alva Cejudo                        | Mexikanischer Botschafter in Tegucigalpa 1. September 1965 bis 1. Januar 1970 | Ernesto de Santiago López  |
| Miguel Covián Pérez                         | Mexikanischer Botschafter in Habanna 5. Mai 1970 bis 2. Dezember 1974         | Edmundo Flores Fernández   |
| Juan José Torres Landa                      | Mexikanischer Botschafter in Brasilia 27. Februar 1975 bis 1. Dezember 1976   | Roberto García Cruz León   |